# 姑娘桥站
姑娘桥站是杭州地铁5号线与绍兴轨道交通1号线的地铁换乘站，同时也是两线的终点站。位于中华人民共和国浙江省杭州市萧山区新塘街道姑娘桥村彩虹大道。其东边是姑娘桥停车场。
车站以“姑娘桥村”命名，而“姑娘桥”地名则来源于明朝万历年间一位名为蔡瑞莲的姑娘，她自筹资金在村中修建渡河桥梁，名瑞莲桥。后来村民为纪念这位姑娘因而将这位姑娘修建的桥取名为姑娘桥，村以桥名:97。

## 车站结构
姑娘桥站结构长449.8米，宽25.3米，为地下二层车站，站台宽度16米，站厅层位于地面,采用明挖顺筑法施工。
5号线、绍兴1号线均为地下岛式站台，其中5号线在上、绍兴1号线在下，两个站台成叠岛布置，均在站前设单渡线，站后设两股折返线。总建筑面积约29681平方米。

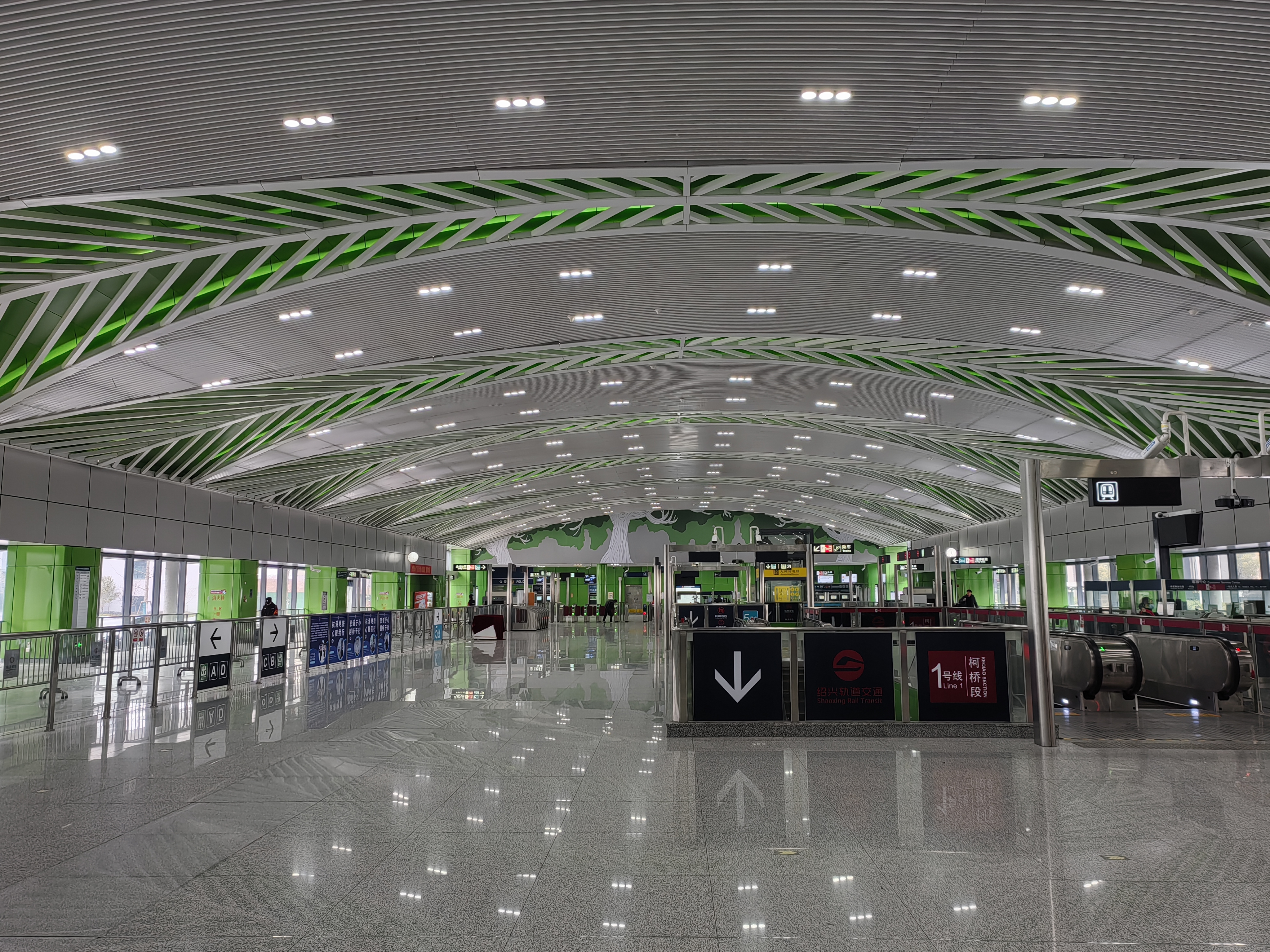
姑娘桥站站廳
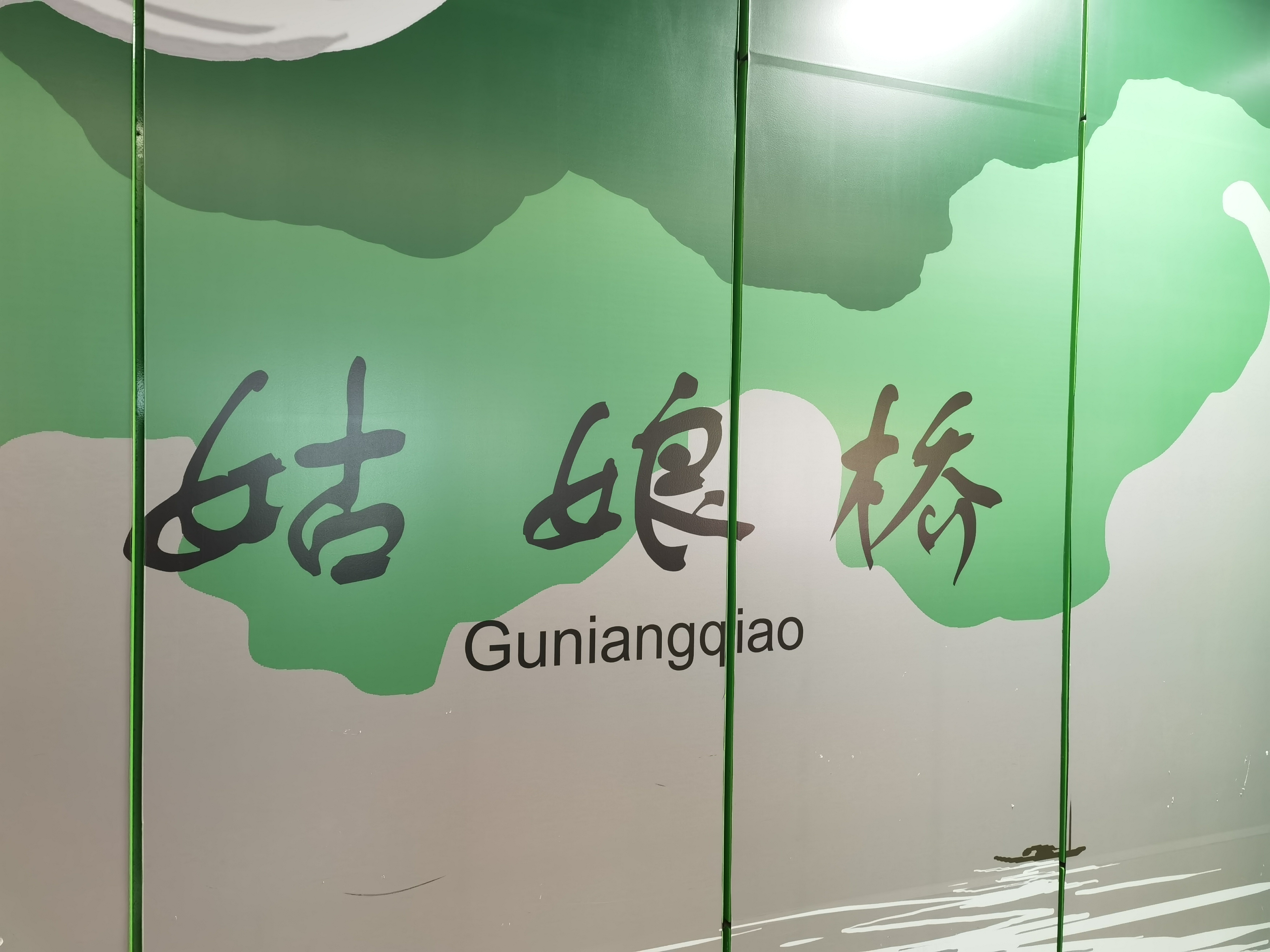
杭州地铁5号线大字壁
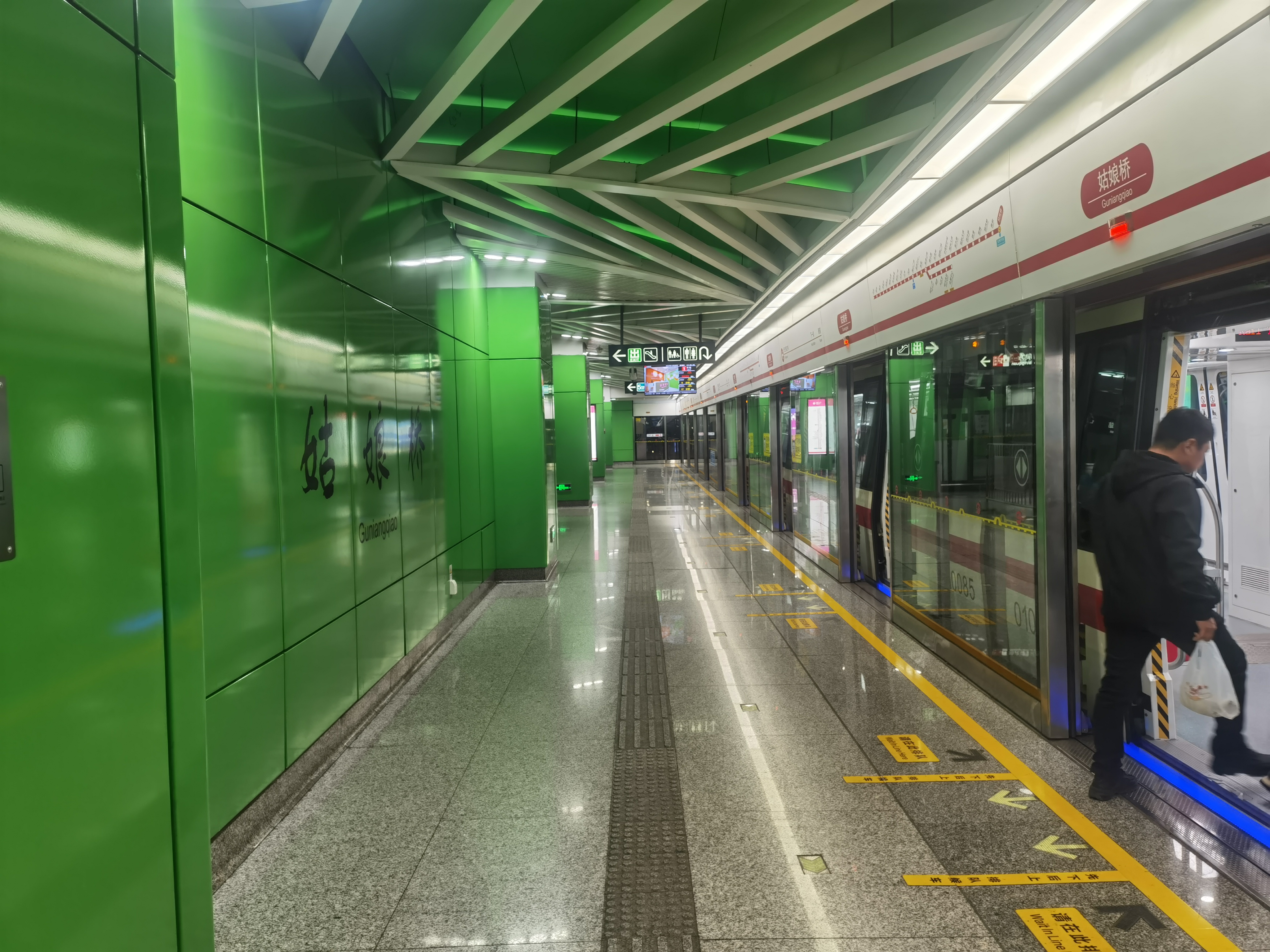
绍兴地铁1号线单侧站台
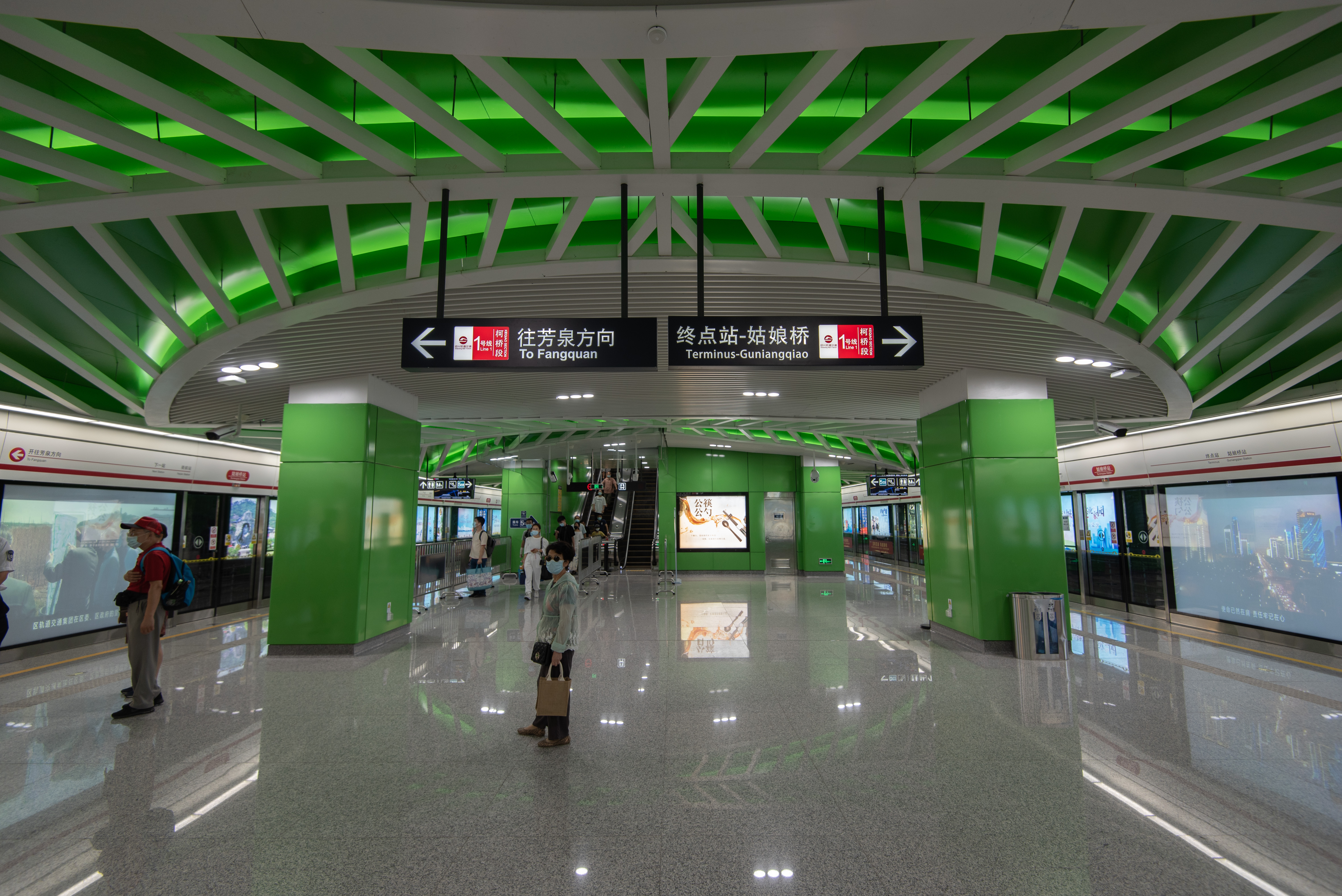
绍兴地铁1号线站台

### 楼层分布
| 1层  | 站厅               | 出入口、自动售票机、客服中心、卫生间 |  |  |
| -1层 |                    | █ 5号线 往南湖东（双桥）             |  |  |
|      | 岛式站台，左侧开门 |                                      |  |  |
|      |                    | █ 5号线 终点站 下客站台              |  |  |
| -2层 |                    | █ 绍兴1号线 终点站 下客站台          |  |  |
|      | 岛式站台，左侧开门 |                                      |  |  |
|      |                    | █ 绍兴1号线 往芳泉（下一站：衙前）   |  |  |

### 设计
该站参考原工程名“香樟路站”设计，全站以香樟绿色为基本色调，天花板上布置有香樟叶形的纹路。

### 出入口
| 编号 | 出口标识 | 建议前往的目的地                      | 图片 |
| ---- | -------- | ------------------------------------- | ---- |
| A    | 彩虹大道 | 彩虹大道、塘新线、塘湄线              |      |
| B    | 彩虹大道 | 彩虹大道、104国道、姑萧线             |      |
| C    |          | 姑萧线、东瑞一路、萧绍东路 姑娘桥名苑 |      |
| D    | 塘湄线   | 塘湄线、萧绍东路 姑娘桥名苑           |      |

## 接驳交通
- 杭州公交

B口：地铁姑娘桥站
| 地铁姑娘桥站   | 地铁姑娘桥站   | 地铁姑娘桥站 | 地铁姑娘桥站     | 地铁姑娘桥站 |
| 编号           | 路线           | 路线         | 路线             | 备注         |
| -------------- | -------------- | ------------ | ---------------- | ------------ |
| 727            | 火车南站东广场 | ⇆            | 枫香路建设四路口 |              |
| 731            | 火车南站东广场 | ⇆            | 益农公交总站     |              |
| 733            | 五七路口       | ⇆            | 河庄医院         |              |
| 734            | 湘湖公交总站   | ⇆            | 义蓬公交站       |              |
| 793            | 道源路公交站   | ⇆            | 瓜沥东方村       | 原873路      |
| 7736高峰线路   | 益农公交总站   | 早 →         | 萧山城北总站     |              |
| 7736高峰线路   | 益农公交总站   | 晚 ←         | 萧山城北总站     |              |
| 虹云之城接驳线 | 虹云之城       | ↺            | 虹云之城         | 高峰线路     |

- 杭州公共自行车

除了杭州市内公交外，绍兴公交集团曾于2020年4月24日起开通了本站至绍兴火车站的城际公交，该线路于2021年6月28日12时起停运。